# Siwarowe Siodło
Siwarowe Siodło lub Sywarowe Siodło (ok. 1340 m) – płytka i rozległa przełęcz pomiędzy dwoma wierzchołkami w masywie Krokwi w polskich Tatrach Zachodnich. Znajduje się pomiędzy głównym wierzchołkiem Krokwi (1378 m) a Małą Krokwią (1365 m). Na zachodnią stronę spod Siwarowego Siodła opada do Doliny Białego jedna z odnóg Siwarowego Żlebu, na wschodnią do Doliny Bystrej Szeroki Żleb, przy którym znajduje się klasztor Albertynów na Śpiącej Górze. Rejon przełęczy porasta las.
Nazwa przełęczy i inne nazwy w jej otoczeniu pochodzą od słowa sýwar (szuwar), oznaczającego w podhalańskiej gwarze rosnące na podmokłych terenach kwaśne trawy, turzyce i sity.